# Охотников, Вадим Дмитриевич
Вади́м Дми́триевич Охо́тников (1905—1964) — советский писатель-фантаст и инженер-изобретатель, заслуженный деятель науки и техники. Член Союза писателей СССР.

## Биография
Родился 23 марта 1905 года в городе Елец Орловской губернии.
Окончил Ленинградский институт инженеров звукового кино.
Работал инженером, в годы Великой Отечественной войны был начальником лаборатории НИИ-627 Наркомата электротехнической промышленности СССР. За разработку новых образцов вооружения 5 ноября 1944 года был награждён орденом Трудового Красного Знамени.
Автор более двухсот изобретений и рационализаторских предложений в разных областях электроники и военной техники. В 1930-х годах им изобретена и разработана система звукозаписи в кино, с применением которой были сняты советские звуковые фильмы «Слава мира» Владимира Вайнштока и Аркадия Кольцатого (1932), «Люблю ли тебя?» Сергея Герасимова (1934), «Переворот».
Его научно-фантастические произведения являются популяризацией собственных научных, инженерных и технических идей и изысканий.
Последние 12 лет жизни Вадим Охотников провёл в селе Изюмовка близ Старого Крыма. Сохранился дом писателя.
Умер 31 июля 1964 года (на надгробии значится дата 30 июля). Похоронен на Старокрымском кладбище.
Г. Гуревич вспоминал: «…В обойму тогда входили Казанцев, Немцов и Охотников, - (письмо от 26. VII. 1988). - Самым процветающим был Немцов. Самым характерным - Вадим Охотников. Профессиональный изобретатель, он и писал о том, как интересно изобретать. Его «Пути-дороги» - о том, как строили дороги, плавя грунт. Построили и прекрасно! А главный сборник Охотникова – «На грани возможного». Охотников сам полный был такой, больной сердцем, на машине ездил за город, чтобы писать на свежем воздухе. Помню, как рассказывал чистосердечно: «Вызвали нас в Союз Писателей, говорят: «У вас в группкоме 350 человек, неужели нет ни одного космополита?» Ну, мы подумали, что человек вы молодой, инфаркта не будет, к тому же в газетах вас обругали…» Потом он уехал из Москвы в Старый Крым, там и похоронен неподалёку от могилы Грина.»

## Личная жизнь
Жена — детская писательница Валентина Осеева.

### Сборники и публикации
- В глубь земли /Илл. А. Тарана //ВС, 1947. № 8. С. 45-51; № 9. С. 38-44; № 10. С. 53-57; № 11. С. 55-60.
- В мире исканийː научно-фантаст. повести и рассказы. — М.ː Детгиз, 1949. — 336 с.
- Дороги вглубьː научно-фантаст. повесть — М.ː Молодая гвардия, 1950. — 187 с.
- История одного взрыва. Рассказ //На грани возможного: Сб. НФ. — Горький: Кн. изд-во, 1950. С. 301—330.
- Покорители земных недр /Илл. Н. Фридмана //ЗС, 1948. № 10. С. 23-26.
- Разговор по существу. НФ рассказ /Илл. А. Катковского //ТМ, 1946. № 4. С. 22-24.
- Шорохи под землёй. /Илл. В. Высоцкого //ВС, 1947. № 1. С. 36-40.
- Шорохи под землёй. /Илл. В. Прусова //Искатель, 1964. № 3. С. 150—160.
- Электрические снаряды. НФ рассказ /Илл. В. Высоцкого //ТМ, 1946. № 5-6. С. 30-32; № 7. С. 25-27.